# 瑞秋·曾格勒
瑞秋·安·曾格勒（英語：Rachel Anne Zegler，/ˈzɛɡlər/，2001年5月3日—），美國女演員、歌手和YouTuber，知名於2021年史蒂芬·史匹柏電影《西城故事》中主演瑪麗亞·瓦斯奎茲（Maria Vasquez），藉此獲得金球獎最佳音樂及喜劇類電影女主角等獎項，之後參演了電影《沙贊！眾神之怒》（2023年）、《飢餓遊戲：鳴鳥與游蛇之歌》（2023年），以及在《白雪公主》（2025年）中飾演片名主角。

## 早年
瑞秋·曾格勒2001年5月3日生於新泽西州哈肯萨克的哈肯薩克大學醫學中心。母親吉娜·曾格勒（Gina Zegler）是哥倫比亞人，父親是波蘭人。她還有個姊姊賈桂琳（Jacqueline）。
在新泽西州克利夫頓成長的曾格勒就讀當地的聖菲利普使徒預備學校（St. Philip the Apostle Preparatory School）。之後就讀私立天主教女子學校聖母無原罪高中，並參加了四年的學校音樂劇演出，如《美女與野獸》（2016年）、《小美人魚》（2017年）、《第四十二街》（2018年）和《史瑞克音樂劇》（2019年）。四部演出皆讓她提名大城獎（Metro Award）最佳女主角。2019年6月2日從高中畢業。

## 職業生涯
2018年1月，史蒂芬·史匹柏透過Twitter公開《西城故事》的選角徵訊。16歲的曾格勒用自己演唱〈今晚〉和〈我感到漂亮〉的影片回應了選角推文，曾格勒最終成功拿下女主角瑪麗亞（Maria）的演出機會；是從超過三萬名申請者中脫穎而出。她曾在卑爾根表演藝術中心演出該角。在《西城故事》的演出受到外界好評，讓她獲得金球獎最佳音樂及喜劇類電影女主角等影評獎項。
個人YouTube頻道自2015年7月開通並受到關注。截至2020年，自己演唱的〈淺灘〉（出自電影《星夢情深》）在Twitter上累積了超過1100萬次的觀看數。2020年1月，她與ICM Partners簽約。2019年贏得YouTube創作者獎的白銀創作者獎。
2021年2月，曾格勒確定加盟電影《沙贊！眾神之怒》，飾演反派安西婭（Anthea）。《綜藝》的安吉麗克·傑克森稱她為「第二位被選入DC超級英雄項目的哥倫比亞裔美國人」。2021年6月，她被選為迪士尼動畫改編真人電影《白雪公主》的標題主角。
2021年9月27日，曾格勒在The Ringer網站播客的「35歲以下前35位演員」名單中名列第34位。

## 爭議
曾格勒從不吝惜發表意見，在接拍電影《白雪公主》之初已經不停詆毀原本的故事不再合時宜。她挺巴勒斯坦的立場更加令她與身為猶太人的搭檔蓋兒·加朵鬧得貌合神離。更致命的是她在社交媒體詛咒特朗普及其支持者的言論。綜合種種，她以一人之力令迪士尼公司投資於重拍《白雪公主》的數億美元的資金回籠無期，血本無歸。她自以為是口沒遮攔的作風令各界人士都給予她小賤蹄子的罵名。有傳她的職業生涯將會在此止步，再也不會在好萊塢得到任何演出機會。

## 作品列表

### 電影
| 年份 | 標題                         | 角色                 | 附註 |
| ---- | ---------------------------- | -------------------- | ---- |
| 2021 | 《西城故事》                 | 瑪麗亞·瓦斯奎茲（Maria Vasquez）  |      |
| 2023 | 《沙贊！眾神之怒》           | 安西婭（Anthea）           |      |
| 2023 | 《飢餓遊戲：鳴鳥與游蛇之歌》 | 露西·格雷·貝爾德（Lucy Gray Baird） |      |
| 2024 | 《魔咒奇緣》                 | 伊莉安公主（Princess Ellian）       | 配音 |
| 2024 | 《千禧年》                   | 勞拉（Laura）             |      |
| 2025 | 《白雪公主》                 | 白雪公主             |      |

### 電視
| 年份 | 標題                  | 角色         | 附註         |
| ---- | --------------------- | ------------ | ------------ |
| 2021 | 《喬治·盧卡斯脫口秀》 | 桃農／她自己 | 2集          |
| 2023 | 《吉米·坎摩尔直播秀》 | 她自己       | 第21季第81集 |

### 舞台劇
| 年份 | 標題                           | 角色     | 附註 |
| ---- | ------------------------------ | -------- | ---- |
| 2021 | 《牛頓的搖籃：一篇鬼故事》（Newton's Cradle: A Ghost Story） | 雀西（Chelsea） |      |

### MV
| 年份 | 標題                       | 角色       | 藝人        | 附註 |
| ---- | -------------------------- | ---------- | ----------- | ---- |
| 2020 | 〈懷舊時刻（舞會版）〉（Nostalgic for the Moment (Dance Party Edition)） | 朋友／舞者 | 凱瑟琳·蓋勒 |      |
| 2021 | 〈山姆的點子〉（Sam's Idea）         | 電話語音   | Pomplamoose |      |

### 播客
| 年份 | 標題               | 角色                                    | 附註 |
| ---- | ------------------ | --------------------------------------- | ---- |
| 2021 | 《南海灘公主》（Princess of South Beach） | 瑪麗亞·德爾·卡門／格洛麗亞·卡爾德隆（María del Carmen / Gloria Calderon） | 主演 |

## 奖项与提名
| 年份 | 奖项                   | 类别                       | 作品         | 结果 | 参考   |
| 2021 | 国家评论协会           | 最佳女主角                 | 《西区故事》 | 獲獎 | [ 27 ] |
| 2021 | 华盛顿特区影评人协会   | 最佳突破演出               | 《西区故事》 | 提名 | [ 28 ] |
| 2021 | 芝加哥影评人协会       | 最具前途演员               | 《西区故事》 | 提名 | [ 29 ] |
| 2021 | 佛罗里达影评人协会     | 爆发奖                     | 《西区故事》 | 亚军 | [ 30 ] |
| 2021 | 印第安纳电影记者协会   | 年度爆发奖                 | 《西区故事》 | 提名 | [ 31 ] |
| 2021 | 北德州影评人协会       | 最佳女主角                 | 《西区故事》 | 提名 | [ 32 ] |
| 2021 | 北德州影评人协会       | 最佳新人                   | 《西区故事》 | 獲獎 | [ 32 ] |
| 2022 | 金球奖                 | 最佳音乐及喜剧类电影女主角 | 《西区故事》 | 獲獎 | [ 33 ] |
| 2022 | 女性电影记者联盟       | 最佳突破演出               | 《西区故事》 | 提名 |        |
| 2022 | 第27届评论家选择电影奖 | 最佳年轻演员               | 《西区故事》 | 提名 |        |
| 2022 | 北卡影评人协会         | 最佳突破演出               | 《西区故事》 | 提名 |        |
| 2022 | 乔治亚影评人协会       | 最佳女主角                 | 《西区故事》 | 提名 |        |
| 2022 | 乔治亚影评人协会       | 突破奖                     | 《西区故事》 | 提名 |        |

## 外部連結
- 瑞秋·曾格勒在互联网电影资料库（IMDb）上的資料（英文）
- YouTube上的Rachel Zegler頻道
- 瑞秋·曾格勒的Instagram帳戶
- 瑞秋·曾格勒的X（前Twitter）